# Mabini (Batangas)
Mabini (Bayan ng Mabini) är en kommun i Filippinerna. Kommunen ligger på ön Luzon, och tillhör provinsen Batangas. Folkmängden uppgår till 44 391 invånare.

## Bildgalleri

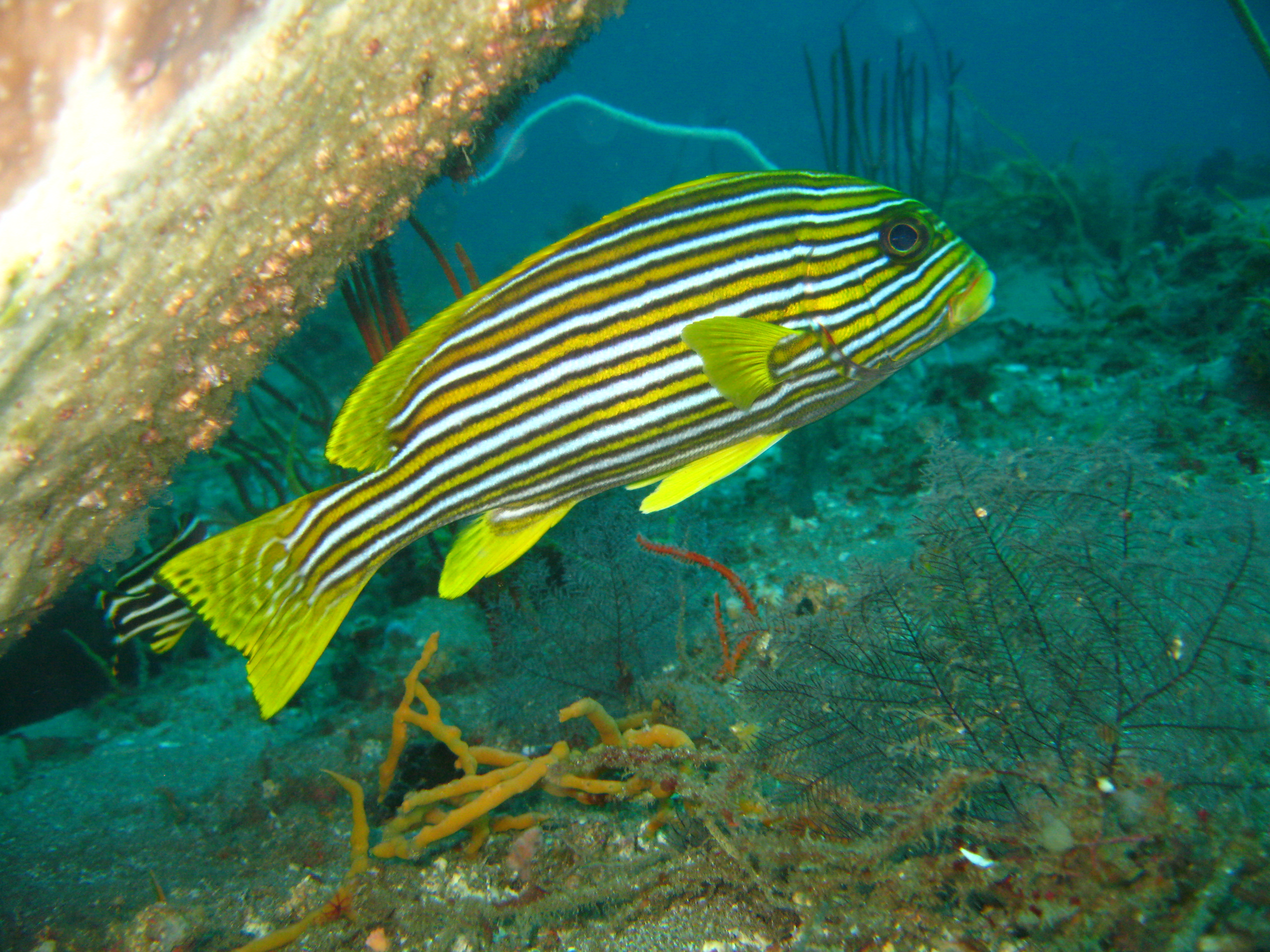

## Barangayer
Mabini är indelat i 34 barangayer.
| - Anilao II - Anilao I - Bagalangit - Bulacan - Calamias - Estrella - Gasang - Laurel - Ligaya - Mainaga - Mainit - Majuben | - Malimatoc I - Malimatoc II - Nag-Iba - Pilahan - Poblacion - Pulang Lupa - Pulong Anahao - Pulong Balibaguhan - Pulong Niogan - Saguing - Sampaguita | - San Francisco - San Jose - San Juan - San Teodoro - Santa Ana - Santa Mesa - Santo Niño - Sili - Solo - Talaga Proper - Talaga East |